# Tyree Gillespie
* solo in precampionato o in squadra di allenamento
Tyree Gillespie (Ocala, 5 settembre 1998) è un giocatore di football americano statunitense che milita nel ruolo di safety nella National Football League (NFL) e che dal 2023 è free agent.

## Carriera

### Las Vegas Raiders
Gillespie al college giocò a football all'Università del Missouri. Fu scelto nel corso del quarto giro (143º assoluto) nel Draft NFL 2021 dai Las Vegas Raiders. Iniziò la sua stagione da rookie come strong safety di riserva, giocando principalmente negli special team. Fu inserito in lista infortunati il 17 novembre 2021. Tornò nel roster attivo il 25 dicembre e chiuse la sua stagione da rookie con 8 tackle in 11 presenze, nessuna delle quali come titolare.

### Tennessee Titans
Il 17 agosto 2022 Gillespie fu scambiato dai Raiders con i Tennessee Titans per una scelta condizionale del 7º giro del Draft 2024. Non rientrò nel roster attivo della squadra scelto  prima dell'avvio della stagione e fu svincolato il 30 agosto 2022.

### Jacksonville Jaguars
Il 31 agosto 2022 firmò con i Jacksonville Jaguars. Fu svincolato il 19 dicembre 2022 e contrattualizzato con la squadra di allenamento. Chiuse l'annata con tre presenze. 
Fu svincolato il 1º maggio 2023.

### Houston Texans
Il 2 maggio 2023 Gillespie firmò con i Houston Texans. Il 23 agosto 2023, durante il precampionato, fu inserito nella lista svincolati/infortunati, quindi spostato il giorno successivo in lista riserve/infortunati, comportando questo che non avrebbe potuto più giocare in stagione con i Texans. Il 1º settembre 2023 ai accordó con i Texans e fu svincolato, in modo che una volta guarito poter subito giocare per un'altra franchigia.